# 灘タクシー
灘タクシー株式会社（なだタクシー）は、兵庫県神戸市灘区に本社を置いていたタクシー会社。

## 営業所
- 本社営業所

〒 657-1242
兵庫県神戸市灘区寺通 5-1-8
- 北営業所

〒 651-1242
兵庫県神戸市北区山田町上谷上字古々山 12-7

### 主なのりば
本社の他に以下の兵庫県内の乗り場が存在する
- 阪神：西灘駅
- 神戸電鉄：西鈴蘭台駅、花山駅、栄駅、花山駅、箕谷駅、大池駅
- 三田：神戸三田プレミアムアウトレット内、イオン神戸北ショッピングセンター内

## ポイントカードシステム
タクシー料金500円ごとに1ポイントが加算され、一定のポイントが貯まると景品と交換できる仕組み。入会は無料で、ポイントの確認は本社への電話で行う。

## 廃止後
時期は不明だが、業務が停止された。土地は他社に売却され、車両は神戸市中央区にある大成交通と神戸市北区にある大成交通の子会社大成タクシーに譲渡された。譲渡された車両は認識が容易で青の塗装がそのままでこれまでの赤い楕円に「NADA」のロゴが「TAISEI」に変更されており、マーク下の表記は譲渡された当時は「大成タクシー」だったが、後に大成交通に転用されたときは「タクシー」の表記に変更されている。この表記は大成交通および大成タクシーに新車が入ったときにも使用している。

## 位置情報
本社所在地北緯34度42分38.8秒 東経135度13分51.3秒 / 北緯34.710778度 東経135.230917度